# Sherpur (zila)
Sherpur is een district (zila) in de divisie Mymensingh van Bangladesh. Het district telt ongeveer 1,2 miljoen inwoners en heeft een oppervlakte van 1364 km². De hoofdstad is de stad Sherpur.
Dhaka is onderverdeeld in 5 upazila/thana (subdistricten), 51 unions, 699 dorpen en 2 gemeenten.